# Debemur MoRTi
Debemur MoRTi je minialbum francouzské avantgardní blackmetalové kapely Blut aus Nord, za jejímž vznikem stojí hudebník Vindsval. Vydáno bylo v lednu 2014 francouzským hudebním vydavatelstvím Debemur Morti Productions k dvojímu výročí firmy: deseti letem existence a realizace 100. nahrávky.
Debemur MoRTi vyšlo na CD, gramofonových deskách (celkem dva 7" vinyly) i v digitálním formátu.

## Seznam skladeb
(CD verze)
1. Tetraktys  – 5:57
2. Lighteater – 6:10
3. Bastardiser (coververze Pitchshifter) – 4:22